# Choo Choo Bop
Choo Choo Bop ist ein Kompilation-Album des Musiklabels Buffalo Bop Records. Das Album ist eine Zusammenstellung von „Train-Songs“ des Rockabillys.
„Choo Choo Bop“ umfasst insgesamt 31 Titel, die sich inhaltlich alle mit dem Thema Eisenbahn beschäftigen. Das Motiv der Eisenbahn ist in der US-amerikanischen Musikkultur stark verwurzelt. Schon Legenden von Eisenbahnern wie Casey Jones (The Ballad of Casey Jones), Henry Whitters Wreck of the Old 97 oder John Henry (John Henry, The Steel-Drivin' Man) fanden in der frühen Country-Musik, genannt Old-Timey, anklang. Während der Entwicklung des Country tauchte die Eisenbahn als Motiv immer wieder auf, wie beispielsweise in der Cowboy und Western Music sowie in den späten 1940er-Jahren im Country Boogie; vor allem die Delmore Brothers verwendeten dieses Thema in vielen ihrer Songs (Freight Train Boogie, Pan American Boogie, Red Ball To Natchez). Und auch im Rockabilly wurde das Motiv wieder aufgegriffen: 1955 von Elvis mit Mystery Train und im Folsom Prison Blues und bei Hey Porter, beides Stücke von Johnny Cash (der mit letzterem und Blue Train auch auf der CD vertreten ist).
Doch die meisten Stücke des Albums wurden zu einem späteren Zeitpunkt (ca. 1956 bis 1964) aufgenommen. Einige bekannte Künstler auf der CD neben Johnny Cash sind Bill Haley, Harold Jenkins (aka Conway Twitty) oder Bill Mack.
2004 wurde die Nachfolge-CD Rock-a-Billy Choo Choo veröffentlicht.

## Titelliste
1. Lloyd George: Come on train
2. Clyde Arnold: Black smoke and blue tears
3. Phil Bo: Mr. Train
4. Ken Patrick: Night train
5. Bob Ayres & The Secret Agent Men: Denver - part I
6. Benny Martin: Hobo
7. Bill Mack: Long, long train
8. Eddie Bond With The Jordanaires: Here comes the train
9. Cliff Shepherd: Railroad crossing
10. Larry Harvey: Rolling home
11. Tommy Faile: Big train
12. Johnny Cash: Hey, Porter
13. Norman Sullivan: Folsom prison
14. Billy Joe Tucker: Mail train
15. Ray Scott: The train's done gone
16. Marty Martin And The Rangers: Boxcar Willie
17. Gene Parson: Wreck of ol'number nine
18. O. C. Holt: This train
19. Wayne Perdle: Train of memories
20. Johnny Cash: Blue train
21. Rusty Draper: Freight train
22. Bill Haley: Chattanooga Choo Choo
23. Jack Melick & Gamblers: Honky tonk train
24. Leon Mcauliff: Choo choo ch' boogie
25. Rudy Thacker & Stringbusters (Vocal Larry Dale): Black train
26. Harold Jenkins: Long black train
27. Johnny Six: The Tennesseean rollin' rollin' Home
28. Wayne Busby: Goin' back to Dixie
29. Wally Hughes: Bye bye baby (Movin down the line)
30. Untitled: Train Sounds (From Start to Stop)
31. Untitled: Express Train (Start, Run, Stop)